# Ludvig Nyström
Adolf Ludvig Vilhelm Nyström, född den 29 juni 1837 i Almunge, Stockholms län, död den 27 juli 1921, var en svensk präst och biograf.
Nyström, som blev filosofie magister 1860 och teologie kandidat 1868 i Uppsala, blev 1869 kyrkoherde i Rasbo pastorat och 1881 kontraktsprost i Vaksala kontrakt. År 1893 utnämndes han till teologie doktor. Han författade bland annat Upsala ärkestifts herdaminne. Ny följd, IV:1-2 (1893). Nyström är begravd på Rasbo gamla kyrkogård.

## Utmärkelser
- Ledamot av Nordstjärneorden, 1887.[2]